# Celtic League 2006-2007
La Celtic League 2006-07 fu la 7ª edizione della competizione transnazionale di rugby a 15 per club delle federazioni gallese, irlandese e scozzese.
Si tenne dal 1º settembre 2006 al 12 maggio 2007 tra 11 squadre con la formula a girone unico.
Tra le novità di tale edizione figura la prima sponsorizzazione di sempre del torneo, con la ditta produttrice irlandese di sidro Magners a seguito della quale il torneo assunse la denominazione commerciale di Magners League.
La franchigia gallese dell'Ospreys fu la prima ad aggiudicarsi il titolo per la seconda volta; il successo giunse nell'ultima giornata dopo la vittoria contro il Borders, squadra della quale era stata nel frattempo decisa la soppressione dalla federazione scozzese per il mancato ritorno economico a causa della scarsa affluenza di pubblico.
Dall'edizione successiva il torneo si tenne a 10 squadre.
Il valore delle marcature, come stabilito dall’IRFB nel 1992, era: 5 punti per ciascuna meta (7 se trasformata), 3 punti per la realizzazione di ciascun calcio piazzato, idem per il drop.

## Squadre partecipanti
| Galles            | Irlanda  | Scozia           |
| ----------------- | -------- | ---------------- |
| Cardiff Rugby     | Connacht | Borders          |
| Llanelli Scarlets | Leinster | Edimburgo        |
| Newport G.D.      | Munster  | Glasgow Warriors |
| Ospreys           | Ulster   |                  |

## Risultati
|  | 1ª giornata          |       |
|  | -------------------- | ----- |
|  | Cardiff - Munster    | 22-13 |
|  | Borders - Connacht   | 15-29 |
|  | Warriors - Dragons   | 23-24 |
|  | Ospreys - Edimburgo  | 17-11 |
|  | Ulster - Scarlets    | 31-16 |
|  |                      |       |
|  | 4ª giornata          |       |
|  | Warriors - Munster   | 24-13 |
|  | Leinster - Cardiff   | 16-9  |
|  | Connacht - Edimburgo | 22-22 |
|  | Cardiff - Warriors   | 27-9  |
|  | Borders - Dragons    | 8-20  |
|  |                      |       |
|  | 7ª giornata          |       |
|  | Borders - Leinster   | 22-19 |
|  | Munster - Edimburgo  | 10-21 |
|  | Ulster - Cardiff     | 32-12 |
|  | Edimburgo - Cardiff  | 13-23 |
|  | Warriors - Connacht  | 39-34 |
|  |                      |       |
|  | 10ª giornata         |       |
|  | Munster - Connacht   | 13-0  |
|  | Warriors - Edimburgo | 34-27 |
|  | Cardiff - Ospreys    | 30-24 |
|  | Ospreys - Scarlets   | 50-24 |
|  | Ulster - Connacht    | 20-10 |
|  |                      |       |
|  | 13ª giornata         |       |
|  | Warriors - Ulster    | 8-19  |
|  | Leinster - Ospreys   | 45-22 |
|  | Edimburgo - Connacht | 49-31 |
|  | Warriors - Cardiff   | 22-3  |
|  | Dragons - Borders    | 48-0  |
|  |                      |       |
|  | 16ª giornata         |       |
|  | Munster - Cardiff    | 12-19 |
|  | Scarlets - Ulster    | 17-11 |
|  | Scarlets - Dragons   | 35-11 |
|  | Borders - Edimburgo  | 10-3  |
|  | Ulster - Munster     | 21-24 |
|  |                      |       |
|  | 19ª giornata         |       |
|  | Munster - Scarlets   | 20-0  |
|  | Cardiff - Ulster     | 20-17 |
|  | Scarlets - Ospreys   | 6-19  |
|  | Ospreys - Leinster   | 19-17 |
|  | Borders - Cardiff    | 14-41 |
|  |                      |       |
|  | 22ª giornata         |       |
|  | Cardiff - Leinster   | 27-11 |
|  | Scarlets - Connacht  | 19-10 |
|  | Ulster - Edimburgo   | 16-10 |
|  | Borders - Ospreys    | 16-24 |
|  | Munster - Warriors   | 38-20 |

|  | 2ª giornata          |       |
|  | -------------------- | ----- |
|  | Connacht - Ospreys   | 15-10 |
|  | Scarlets - Warriors  | 31-17 |
|  | Edimburgo - Leinster | 20-14 |
|  | Dragons - Ulster     | 25-32 |
|  | Munster - Borders    | 9-8   |
|  |                      |       |
|  | 5ª giornata          |       |
|  | Ulster - Ospreys     | 43-7  |
|  | Scarlets - Leinster  | 33-21 |
|  | Connacht - Leinster  | 16-31 |
|  | Edimburgo - Warriors | 14-9  |
|  | Munster - Ulster     | 21-13 |
|  |                      |       |
|  | 8ª giornata          |       |
|  | Ulster - Borders     | 32-8  |
|  | Leinster - Dragons   | 35-13 |
|  | Scarlets - Munster   | 25-12 |
|  | Dragons - Edimburgo  | 17-10 |
|  | Borders - Scarlets   | 13-19 |
|  |                      |       |
|  | 11ª giornata         |       |
|  | Munster - Leinster   | 25-11 |
|  | Dragons - Cardiff    | 14-13 |
|  | Borders - warriors   | 19-20 |
|  | Leinster - Ulster    | 20-12 |
|  | Ospreys - Dragons    | 12-6  |
|  |                      |       |
|  | 14ª giornata         |       |
|  | Leinster - Scarlets  | 44-34 |
|  | Ospreys - Ulster     | 29-22 |
|  | Ulster - Dragons     | 14-7  |
|  | Borders - Munster    | 0-36  |
|  | Warriors - Scarlets  | 30-14 |
|  |                      |       |
|  | 17ª giornata         |       |
|  | Leinster - Connacht  | 30-21 |
|  | Scarlets - Borders   | 53-11 |
|  | Edimburgo - Dragons  | 30-20 |
|  | Warriors - Leinster  | 26-20 |
|  | Ospreys - Munster    | 20-12 |
|  |                      |       |
|  | 20ª giornata         |       |
|  | Ulster - Warriors    | 10-24 |
|  | Munster - Dragons    | 15-7  |
|  | Scarlets - Edimburgo | 42-17 |
|  | Cardiff - Dragons    | 31-20 |
|  | Dragons - Connacht   | 23-0  |

|  | 3ª giornata          |       |
|  | -------------------- | ----- |
|  | Dragons - Scarlets   | 22-23 |
|  | Ospreys - Cardiff    | 18-16 |
|  | Connacht - Scarlets  | 15-37 |
|  | Ospreys - Borders    | 30-13 |
|  | Edimburgo - Ulster   | 20-15 |
|  |                      |       |
|  | 6ª giornata          |       |
|  | Connacht - Ulster    | 17-24 |
|  | Warriors - Borders   | 25-0  |
|  | Leinster - Munster   | 27-20 |
|  | Connacht - Dragons   | 16-9  |
|  | Ospreys - Warriors   | 26-9  |
|  |                      |       |
|  | 9ª giornata          |       |
|  | Leinster - Warriors  | 38-23 |
|  | Cardiff - Connacht   | 15-13 |
|  | Munster - Ospreys    | 25-20 |
|  | Edimburgo - Borders  | 17-3  |
|  | Ulster - Leinster    | 6-6   |
|  |                      |       |
|  | 12ª giornata         |       |
|  | Connacht - Munster   | 8-14  |
|  | Cardiff - Scarlets   | 29-10 |
|  | Dragons - Munster    | 19-12 |
|  | Edimburgo - Scarlets | 24-14 |
|  | Cardiff - Borders    | 36-15 |
|  |                      |       |
|  | 15ª giornata         |       |
|  | Leinster - Edimburgo | 13-6  |
|  | Ospreys - Connacht   | 31-10 |
|  | Connacht - Borders   | 20-17 |
|  | Edimburgo - Ospreys  | 12-30 |
|  | Dragons - Warriors   | 13-3  |
|  |                      |       |
|  | 18ª giornata         |       |
|  | Connacht - Cardiff   | 16-16 |
|  | Connacht - Warriors  | 23-40 |
|  | Dragons - Leinster   | 22-23 |
|  | Borders - Ulster     | 9-33  |
|  | Cardiff - Edimburgo  | 48-0  |
|  |                      |       |
|  | 21ª giornata         |       |
|  | Edimburgo - Munster  | 9-35  |
|  | Warriors - Ospreys   | 29-26 |
|  | Scarlets - Cardiff   | 38-10 |
|  | Leinster - Borders   | 31-0  |
|  | Dragons - Ospreys    | 13-27 |

## Classifica
| Pos | Squadra           | G  | V  | N | P  | PF  | PS  | DP   | BMP | Pt |
| --- | ----------------- | -- | -- | - | -- | --- | --- | ---- | --- | -- |
| 1   | Ospreys           | 20 | 14 | 0 | 6  | 461 | 374 | +87  | 8   | 64 |
| 2   | Cardiff Rugby     | 20 | 13 | 1 | 6  | 447 | 327 | +120 | 9   | 63 |
| 3   | Leinster          | 20 | 12 | 1 | 7  | 472 | 376 | +96  | 11  | 61 |
| 4   | Llanelli Scarlets | 20 | 12 | 0 | 8  | 490 | 417 | +73  | 9   | 57 |
| 5   | Ulster            | 20 | 11 | 1 | 8  | 423 | 310 | +113 | 9   | 55 |
| 6   | Munster           | 20 | 12 | 0 | 8  | 379 | 294 | +85  | 6   | 54 |
| 7   | Glasgow Warriors  | 20 | 11 | 0 | 9  | 434 | 419 | +15  | 5   | 49 |
| 8   | Edimburgo         | 20 | 8  | 1 | 11 | 335 | 423 | −88  | 8   | 42 |
| 9   | Newport G.D.      | 20 | 8  | 0 | 12 | 353 | 362 | −9   | 7   | 39 |
| 10  | Connacht          | 20 | 4  | 2 | 14 | 326 | 474 | −148 | 6   | 26 |
| 11  | Borders           | 20 | 2  | 0 | 18 | 201 | 545 | −344 | 4   | 12 |

## Verdetti
- Ospreys: Campione della Celtic League.
- Ospreys, Cardiff Rugby, Leinster, Llanelli Scarlets, Ulster, Munster, Glasgow Warriors, Edimburgo: qualificate alla Heineken Cup 2007-08.
- Newport G.D.: qualificata allo spareggio italo-celtico Heineken Cup.
- Connacht: qualificata alla Challenge Cup 2007-08